# 胡启立
胡启立（1929年10月6日—），陕西省榆林市人，中华人民共和国政治家，原正国级领导人（後降為副国级）。1948年4月加入中国共产党并参加工作，北京大学机械系毕业，大学文化。新中国成立后历任北大团委书记，全国学联主席。“文革”时期遭受打擊。粉碎四人帮后历任清华党委副书记兼副校长，团中央书记处书记，全国青联主席。改革开放后历任中共天津市委书记兼市长，中央办公厅主任，中央书记处书记和中央政治局委员。1987年11月被选为中共中央政治局常委，同时担任中共中央书记处排名第一的书记，负责常务工作。1989年在六四天安门事件中，因同情学生运动，支持时任中共中央总书记趙紫陽，在中共十三届四中全会上被免去党内领导职务，仅保留中央委员会委员资格。1991年复出工作。1998年3月，当选第九届全国政协副主席，名义上恢复“党和国家领导人”地位（国家级副职）。

## 生平

### 早年生活
1946年至1951年，胡启立在北京大学物理系、机械系學習。大学毕业后，留校从事学生、共青团委工作，1951年至1956年任共青團北京大学委员会书记，受到时任共青团中央负责人胡耀邦的赏识。1955年8月，胡启立在当选中华全国学生联合会主席后，受到毛泽东的接见。1956年被调入共青团中央联络部，曾经担任驻捷克布拉格国际学生联合会书记处书记、副主席。1961年，在胡耀邦的推荐下，共青团九届三次会议破格增选胡启立为团中央书记处候补书记 ，为其日后的政治生涯奠定了坚实的基础。
文化大革命开始后，毛泽东在1966年8月警告共青团中央，称胡耀邦、胡克实、胡启立等负责人犯了“错误”。胡启立随即被下放到“五七干校”劳动，直到1972年才被恢复工作。 此后，他历任中共宁夏回族自治区西吉县委副书记，固原地委副书记，中共宁夏回族自治区委办公厅主任等职。1977年，返回北京，出任清华大学党委副书记、副校长。1978年，出任团中央书记处书记、中华全国青年联合会主席。

### 进入中央
1980年，随着胡耀邦接任中共中央总书记，胡启立迅速成为当时中国政坛上的一颗新星。於1980年6月出任中共天津市委书记、天津市市长。1982年4月，升任中央办公厅主任；同时，在当年9月召开的中共十二大上，当选中央委员；后又当选中央书记处书记，正式进入中共领导层。在1985年9月召开的中共十二届五中全会上，中共高层人事大调整，一批元老退休，胡启立与田纪云、乔石、李鹏等“新秀”被增补为中央政治局委员。
1987年，胡耀邦因反“資產階級自由化”不力下台，在赵紫阳的保护下，胡啟立並沒有受到影響。在1987年11月2日举行的中国共产党十三届一中全会上，时年58岁的胡启立晋升中共中央政治局常委（排名第四）；同时还兼任中央书记处排名第一的书记，负责书记处的常务工作。媒体评论认为，当时年富力强的胡启立有力成为中共的第三代接班人。
1989年六四天安门事件前后，因同情學生運動，胡启立與閻明復、芮杏文等中共高级领导，随总书记趙紫陽下台。胡启立被免去政治局委员、常委，中央書記處書記的職務，但仍保留中央委員會委員资格。

### 再度复出
1991年，胡启立复出工作，被安排到原机械电子工业部，担任排名最後的副部长，级别为副部级。1993年3月，出任恢复设立的电子工业部部长，成为正部级干部。在任部长期间，胡启立倡导对中国电信业进行改革，积极推动中国联通的成立，引入竞争，最终促使邮政和电信于1998年分离。
1998年3月举行的中国人民政治协商会议第九届全国委员会第一次会议上，68岁的胡启立当选为全国政协副主席，再次进入国家级副职党和國家領導人行列，成为了其原来在天津的副手李瑞环（时任全国政协主席）的下级。2003年3月，73岁的胡启立届满离任。自2001年起，胡启立还一直担任中国福利会主席和中国宋庆龄基金会主席等职务。2016年11月，不再担任中国宋庆龄基金会主席。2017年9月，不再担任中国福利会主席。

### 退休生活
2019年9月30日，胡启立出席了庆祝中华人民共和国成立70周年招待会；10月1日，胡启立出席了庆祝中华人民共和国成立70周年大会。
2021年7月1日，胡启立出席了庆祝中国共产党成立100周年大会。

## 著作
- 《中国信息化探索与实践》电子工业出版社 2001，内容分为三篇。第一篇主要包括我国电子工业的形势和任务，存在的主要问题。第二篇汇集了讲述推进信息化建设和实施“金”字系列工程。第三篇收录的文章集中讨论了发展微电子技术，打好电子工业基础等方面的问题。
- 《“芯”路历程：909超大规模集成电路工程纪实》电子工业出版社 2006-02

## 家庭
- 妻子：郝克明，曾為中國教育發展戰略學會會長。
- 妹妹：胡启恒，曾任中国科学院副院长、中国科学技术协会副主席。